# Italogrecy
Italogrecy – grupa rdzennej ludności greckiej zamieszkała w Kalabrii i Apulii w południowych Włoszech, odrębna kulturowo i językowo od Greków z Grecji.
Osadnictwo greckie we Włoszech datuje się jeszcze z czasów starożytnych (kolonie greckie – zob. Wielka Grecja) i wieków średnich (panowanie bizantyńskie nad południową Italią – do 1071 r.). Grupę tę zasilały liczebnie kolejne fale Greków uciekających z Bałkanów i z Azji Mniejszej przed najazdami słowiańskimi, bułgarskimi, arabskimi, tureckimi. Ostatnia fala ucieknierów ze Wschodu nadciągnęła w drugiej połowie XV wieku, po upadku Konstantynopola, tworząc kilkutysięczne skupisko w Wenecji (osobna dzielnica) i znaczącą kolonię w Rzymie.

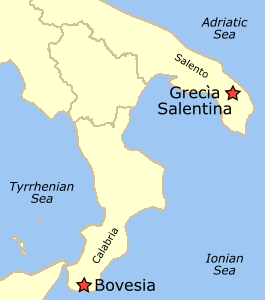
Do dziś przetrwały dwa niewielkie obszary na których używa się języka griko: "Bovesia" i "Grecia Salentina"

W południowych Włoszech dialekty włoskie uzyskały przewagę nad greką dopiero w XIII-XV wieku, w miarę upadku wpływów politycznych i kulturowych Cesarstwa Bizantyńskiego w Kalabrii. W południowej Italii nastąpił wtedy trwający do XVII wieku okres dwujęzyczności. Greka jako język potoczny przetrwała na terenach izolowanych (góry), raczej opóźnionych cywilizacyjnie, wśród górskich pasterzy i rolników. Na początku XIX wieku zidentyfikowano 12 gmin, w których używano powszechnie na co dzień języka greckiego, pod koniec tego wieku – już tylko 7 (około 8 tysięcy mówiących). Do dziś przetrwały dwa niewielkie obszary, w których przeważa kultura italogrecka: "Bovesia" (w Kalabrii koło Reggio di Calabria) i "Grecia Salentina" (w Apulii koło Lecce). Każdy z nich liczy po kilka wsi. Pod koniec lat 70. XX wieku liczba mówiących po grecku w Bovesii wynosiła około 3,9 tys. osób. Na tak znaczny spadek liczby Italogreków w ciągu XIX i XX wieku, poza asymilacją, wpłynęła głównie masowa emigracja z południowych Włoch.
W 1999 roku włoskie ministerstwo spraw wewnętrznych szacowało liczebność italogreckiej mniejszości etnicznej na 20 tys. osób.
Własnym językiem Italogreków jest język griko.
Wśród ludności italogreckiej dominował katolicyzm obrządku bizantyńskiego, z łaciną jako językiem liturgicznym.